# Aclou
Aclou es una comuna francesa situada en la región de Normandía, departamento de Eure, en el distrito de Bernay y Cantón de Brionne.

## Demografía
| 172 | 189 | 199 | 250 | 243 | 222 |
| Para los censos de 1962 a 1999 la población legal corresponde a la población sin duplicidades (Fuente: INSEE [Consultar]) |     |     |     |     |     |